# Fijipyrgus gracilis
Fijipyrgus gracilis är en insektsart som beskrevs av Kevan, D.K.M. 1966. Fijipyrgus gracilis ingår i släktet Fijipyrgus och familjen Pyrgomorphidae. Inga underarter finns listade i Catalogue of Life.